# گوشه‌نشینان آلتونا
محکوم‌شدگان آلتونا یا گوشه‌نشینان آلتونا (به فرانسوی: Les Séquestrés d'Altona) نمایشنامه‌ای از ژان پل سارتر است. این نمایش اولین بار در سال ۱۹۵۹ در تئاتر دو رنسانس پاریس اجرا شد. این یکی از آخرین نمایشنامه‌هایی بود که سارتر نوشت (بعد از آن فقط اقتباس از زنان تروا اثر اوریپیدس نوشته شد). عنوان نمایش، به‌یادآورنده عبارت معروف سارتر است: «انسان محکوم به آزادی است». این تنها اثر داستانی سارتر است که مستقیماً به نازیسم می‌پردازد و همچنین به عنوان نقدی از جنگ الجزایر که در آن زمان در جریان است، عمل می‌کند. این نمایش در آلتونا، بخشی از ایالت شهر هامبورگ آلمان رخ می‌دهد.